# 八一乡 (巴彦淖尔市)
八一乡是中华人民共和国内蒙古自治区巴彦淖尔市临河区下辖的一个乡。
2012年1月20日，内蒙古自治区人民政府批复同意从乌兰图克镇划出部分区域，设置八一乡，辖农丰、八一、新道、联丰、长丰、丰收、章嘉庙、生丰、红星、星光10个村，乡人民政府驻章嘉庙。

## 行政区划
八一乡下辖以下村级行政区划单位：
星光村、农丰村、新道村、联丰村、长丰村、丰收村、章嘉庙村、红星村、生丰村和八一村。